# Jacques Guignard
Pour les articles homonymes, voir Guignard.

Jacques Guignard, né le 18 juin 1920 à Orléans dans le Loiret et mort le 13 octobre 1988 à Espaon dans le Gers, était un aviateur et pilote d'essai français.

## Seconde Guerre mondiale

### Pilote de chasse
En 1939, il s'engage dans l'Armée de l'air à 19 ans et commence une formation de pilote militaire à Angers. Il obtient son brevet et effectue un stage au Centre d'instruction de la Chasse à Étampes où il devient pilote de chasse. Il y rencontre Jean Maridor, future grande figure des Forces aériennes françaises libres (FAFL). Le 18 juin 1940, jour de son vingtième anniversaire, il entend l'appel du général de Gaulle. Il s'embarque sur un bateau en direction de l'Angleterre avec des rescapés de l'armée polonaise, sous le nom de "Guignarsky", et s'engage dans la France libre. Après sa formation, où il est jugé "au-dessus de la moyenne", il est affecté en septembre 1941 au Squadron 32 basé au Pays de Galles puis, à sa création en novembre 1941, au Squadron 340, le Groupe de chasse Île-de-France des FAFL. Il effectue 303 missions de guerre aux commandes de son Supermarine Spitfire et remporte deux victoires aériennes, contre un Dornier Do 17 le 19 août 1942 et sur un Focke-Wulf Fw 190 le 7 juin 1944.

### Pilote d'essais
Du 13 au 29 novembre 1943, il est détaché au Aeroplane & Armament Experimental Establishment de Boscombe Down pour conduire les essais opérationnels du Spitfire Mark XIII. Après avoir mené des missions de protection des convois pendant le débarquement de Normandie,et participé le 6 juin 1944 à la protection de la tête de pont, il se porte volontaire pour entrer à l'école des pilotes d'essais, l'Empire Test Pilots' School (en) (ETPS). Le 13 mars 1945, il revient à Boscombe Down et vole sur une dizaine d'appareils aussi différents que le Mosquito, le Hawker Tempest, l'Avro Lancaster et le North American Harvard. Il a le privilège d'être le deuxième français, après Maurice Claisse, à piloter un avion à réaction : le biréacteur Gloster Meteor, le 9 août 1945, jour du bombardement atomique de Nagasaki.

## Après-guerre
En Ecosse, il épouse Hilda en 1944,une jeune anglaise (nom inconnu), qui décède un an après d'une leucémie. De retour en France, Jacques Guignard continue sa carrière de pilote d'essais, à partir du 29 janvier 1946 au centre d'essais en vol de Marignane. Le 1er septembre 1946 il devient l'adjoint de Daniel Rastel, le chef pilote d'essais de la SNCASO, en remplacement de Fernand Lefèbvre décédé en juillet dans l'accident du prototype SNCASO SO.93. Il vole sur de nombreux types d'appareils, dont des Messerschmitt Me 262 capturés aux Allemands. En février 1947, il se rend aux États-Unis pour se familiariser avec le pilotage des hélicoptères. Le 3 avril 1947, il obtient le brevet français n°2 de pilote d'hélicoptère.
Il participe à la mise au point de nombreux prototypes :
- SO.1110 Ariel I ;
- SO.30 N, 30 R et 30 P "Bretagne" ;
- SO.6000 Triton ;
- SO.8000 Narval ;
- SO.6025, 6021 et 6026 Espadon ;
- SNCASO SO.4000 et ses maquettes volantes SO M-1 et So M-2.

Promu chef pilote après le départ de Daniel Rastel, il se voit confier le programme SNCASO SO-4050 Vautour en trois versions : monoplace d'attaque au sol, biplace de bombardement et biplace de chasse tout temps. Il effectue le premier essai, à Melun-Villaroche, le 16 octobre 1952.
En 1951, il épouse en secondes noces, Suzy Couderc, avec laquelle il a trois enfants : Fabrice né le 25 décembre 1952, Florence née le 22 décembre 1955 et Flavienne, née le 29 juillet 1957.

### L'épopée du "Trident"
Son nom reste associé à l'avion à moteur-fusée SO.9000 Trident, conçu pour voler à Mach 2. Il effectue un premier vol du Trident I, à Melun-Villaroche, le 2 mars 1953. La série des essais se déroule parfaitement jusqu'au 1er septembre 1953, quand une défaillance du prototype provoque un accident. Grièvement blessé, et même condamné par les médecins, il souffrira pour le reste de sa vie d'un handicap définitif aux jambes, mais ne renonce pas à voler. Pour les essais du Trident, il est remplacé par Charles Goujon. Il recommence à voler le 31 janvier 1955. Le 18 juin 1956, jour de ses 36 ans, lors du salon du Bourget, il pilote l'un des trois "Vautour" qui émerveillent les spectateurs.
Le 4 janvier 1956, il reprend les vols d'essais à bord du SO.9050 Trident II. Au cours d'un second vol, il a un terrible accident dont il sort vivant et sans blessure. En finale, la pompe de carburant était tombée en panne. L'appareil s'écrasa peu avant le seuil de piste à Istres. André Turcat, premier pilote du Concorde, a écrit dans son livre "Pilote d'essais" (Édition Le Cherche Midi) "... ma seconde connaissance avec Guignard fut de le voir sortir des débris en s'époussetant".
Jacques Guignard continue à voler avec le Trident II. Après la mort de Charles Goujon à bord du Trident II, Guignard bat trois fois de suite le record mondial de vitesse ascensionnelle, le 31 mars 1958 puis les 4 et 19 avril. Après l'abandon du programme Trident, il vole sur Caravelle et a même un illustre passager sur un vol Paris-Toulouse effectué le 26 juin 1965 : il s'agit de Youri Gagarine, le premier homme à avoir été dans l'espace. Le 2 mars 1969, il fait partie de l'équipage du premier vol de l'avion supersonique franco-britannique Concorde, comme copilote d'André Turcat.
Il prend sa retraite le 1er octobre 1970.
À la fin de sa carrière, il totalise 7000 heures de vol dont 5000 heures en essais sur 16 prototypes, et a réalisé le premier vol de 10 d'entre eux,.
Il décède le 13 octobre 1988 à Espaon dans le Gers. Il repose au cimetière de Sainte-Maxime.

## Décorations et hommages
- Commandeur de la Légion d'honneur
- Croix de guerre 1939–1945  avec palmes
- Médaille de la Résistance française, avec rosette  par décret du 24 avril 1946[3]
- Médaille des évadés
- Médaille de l'Aéronautique
- Distinguished Flying Cross (Royaume-Uni)

- La promotion 2003-2004 de l'EPNER a pris le nom de baptême « Jacques Guignard »[4].
- Des rues portent son nom à Pibrac, Léguevin (Haute-Garonne), Avrillé (Maine-et-Loire)[1], liste non exhaustive.